# 齋藤篤史
齋藤 篤史（さいとう あつし）は、日本の建築家・一級建築士。工学博士（京都大学）。
東洋設計事務所代表取締役。日本建築家協会正会員。日本建築学会正会員。

## 略歴
1998年大阪工業大学工学部建築学科卒業。2000年京都工芸繊維大学大学院工芸科学研究科造形工学専攻修士課程修了。2006年京都大学大学院工学研究科建築学専攻博士後期課程修了、工学博士（京都大学）。
竹中工務店にて建築設計に従事した後、2002年東洋設計事務所に入所。2008年同設計事務所代表取締役。

## 主な受賞
- 日本建築学会設計競技優秀賞(1998)
- 京都町づくりコンクール優秀賞(1999)
- 日本建築学会設計競技優秀賞(2000)
- 竹中工務店社長表彰(2001)
- 日本建築協会青年技術者顕彰(2003)
- 第19回公共の色彩賞(2004)
- Best Presentation Award, The 5th International Symposium on City Planning and Environmental Management, AURG(2006)
- 第43回SDA賞入選(2009)
- グッドデザイン賞受賞(2009)
- 空気調和・衛生工学会第28回技術賞技術振興賞受賞(2014)
- キッズデザイン賞受賞(2014)

## 主な作品
- イトーピア東山紫源苑(2004)
- ネバーランド大津GRANBAY(2007)
- イーグルコート京都六角雅心庵/イーグルコート御所参道(2009)
- 嵐山温泉花伝抄(2011)
- パデシオン六地蔵ザ・タワーレジデンス(2011)